# 宇野ヘディング事件
宇野ヘディング事件（うのヘディングじけん）は、1981年（昭和56年）8月26日に後楽園球場で行われた読売ジャイアンツ（以下「巨人」）対中日ドラゴンズ（以下「中日」）19回戦における、中日に所属していた宇野勝のエラーである。

## 概要
この日まで、巨人は前シーズンの1980年8月4日から連続試合得点記録が158試合続いており、この日は159試合目だった。中日の先発・星野仙一はこの記録に対し、「オレが止める!」と並々ならぬ気迫で試合に臨んでいた。
試合は、星野の快投の前に巨人打線が沈黙し6回終了時まで僅か2安打無得点に抑えられていた。中日が2点リードで迎えた7回裏、一死後に代打で出た柳田真宏の一塁線のゴロを谷沢健一がトンネルして、柳田は二塁まで進む。続く代打ゲーリー・トマソンは凡退して、二死二塁となる。
ここで、巨人監督の藤田元司はこの日無安打の1番・松本匡史の際に3者連続の代打となる山本功児を告げた。山本の打球は力の無いポップフライとなり、遊撃手後方へ上がった。中日の遊撃手・宇野は打球を追いかけて後退しながら捕球体勢に入り、左翼手・大島康徳も宇野のすぐ後方まで前進してカバーの体勢を取りながら、宇野に捕球を任せていた。
打球を確認した星野は捕球を確信して三塁側ベンチへ引き揚げかけ、観客の中には席を立ちかける者もいた。
しかし、この後まさかの出来事が起きる。捕球体勢に入っていた宇野が捕球に失敗したのである。打球は宇野の右側頭部を直撃し、サッカーのヘディングのように大きく放物線を描いて跳ね返ったのち、左翼フェンス際へと転々と転がった。宇野は頭を押さえてうずくまり、カバーに入っていた大島は大きく後逸した打球を追って慌ててフェンス際へと走り、二塁手・正岡真二も急遽中継プレーの体勢に入った。三塁側ベンチへ戻りかけていた星野は思いもよらぬ出来事に三塁と本塁の間で呆然としたのち、慌ててバックアップのために本塁後方へ走り、捕手・中尾孝義は二塁走者・柳田が一気に本塁へ生還するのを、青い顔で見つめるだけだった。ようやく大島が打球を処理し、正岡から中尾への懸命の中継プレーによって打者走者の山本は本塁でアウトとなったが、二死のために柳田は山本が打った瞬間にスタートを切っており、巨人は159試合連続得点を記録した。
この突然の出来事に球場の観客は大爆笑となり、席を立ちかけていた者の中には再び着席して観戦を再開した者もいた。本塁まで走った打者走者の山本が刺殺されたことで同点は防げたものの、度重なる味方のエラーで記録を阻止できなかった星野はバックアップに入っていたバックネット前付近でグラブを地面に叩きつけた。その後、試合は両軍無得点のまま中日が2-1で勝利し、星野は狙っていた完封こそ逃したものの9回1失点（自責点0）で完投勝利を達成した。

### 試合後
「あとでカラダ空けとけ!」と怒り狂う星野に対し、宇野は「空いてません!」と必死に逃げた。ただし後年になって宇野は雑誌のインタビューにて、宇野を気遣った星野から「メシでも食いに行くか」と声をかけられたが、ちょうど田舎から兄が来ており、断ったと述べている。
翌日のスポーツ紙の1面には宇野のヘディングの写真が掲載され、これに対し星野は「俺の一面を取りやがって」と話している。
星野はグラブを叩きつけたことを、取材陣に対し「同点になったらヘディングどころか自殺点だ。怒ったのは宇野に対してじゃない。完封が無くなったのが悔しかったから」と大人の対応を見せた。
実は、怒った理由はもう1つあった。星野は後輩の小松辰雄と「どちらが先に巨人を完封するか」で10万円の賭けをしていたのである。星野は「巨人を止めるのは俺かお前かマサだ」「止めた方が10万だ」と小松に持ちかけ、小松は「いいっすよ」と返答したという。そして星野は結果的に宇野のエラーで完封を逃したのだった。
宇野はこのプレーをきっかけに一夜にして時の人となり、宇野の元へは報道陣が多数詰め掛け取材申し込みが相次いだ。さらにこのプレーが「プロ野球ニュース」（フジテレビ）で、みのもんたが面白おかしくナレーションを入れて放送されたことをきっかけに、「プロ野球珍プレー・好プレー大賞」がシーズン終了後に開始され「珍プレー」が定着。宇野自身「珍プレーの元祖」として番組に出演していた。
宇野はこのプレーについて、「ヘディング自体は翌日の新聞に記事にされることは覚悟していたが、それよりも「宇野 ヘディング『事件』」。事件と書かれたことには相当堪えた。そもそもの原因はスパイクのケン（歯）が人工芝に引っ掛かりそうになったためで、『事件』という表現には嫌な響きを感じた」と述べている。
小松も「あの時の後楽園は風が無茶苦茶、強かった。宇野さんにはあのプレーのイメージがあるけど、守備はうまかった」と述べている。
巨人はその後、同年9月21日の対中日ドラゴンズ22回戦（ナゴヤ球場）で完封負けを喫し、連続試合得点記録は174試合で止まった。完封勝利を挙げたのは、奇しくも先述の星野の賭けの相手である小松であり、自身にとってもプロ初完封勝利だった。
この年の小松はプロ4年目であり、賭けを告げられたのは抑えからスタートして7月半ばから先発に転向後しばらくしてのことだったが、実はこの時点でプロ入り後の先発回数も数えるほどで、完封もしたことはなかった。そんな中での賭けは星野が小松の実力を認めていたからこそだった。完封の翌日に星野は「おめでとう」と10万円を持ってきてくれたという。

## 同日の出来事
- この試合で、中日の富田勝が5回表に加藤初からソロ本塁打を放ち、史上2人目となる全球団から本塁打を記録した。
- 阪神タイガースの江本孟紀が対ヤクルトスワローズ戦（阪神甲子園球場）で8回表まで登板し、降板後に「ベンチがアホやから野球がでけへん」旨の発言をして「監督批判」と受け取られたことから現役引退へ繋がった。
- 横浜大洋ホエールズの福嶋久晃が通算1000試合出場を達成した。

## その他
- 宇野の引退後、名古屋の米穀会社である共和食品『山水米』の広告に出演した際には、米袋をヘディングするという演出があった。
- 宇野は、5年後の1986年に自伝『ヘディング男のハチャメチャ人生』（海越出版社）を出版している。
- TBS系のテレビ番組『風雲!たけし城』では、この事件をパロディにした『君も宇野君』というゲームがあった。
- 1981年4月19日には同じ後楽園で行われた巨人対広島東洋カープの試合にて、7回裏二死に山本浩二が中畑清のセンターフライを頭に当てて落球した（記録は三塁打）[8]。しかし、4ヶ月後に宇野が同様のプレーを起こしたことであまり語られなくなった[9][10]。
- ヘディングとは本来サッカー用語だが、元サッカー選手・指導者・解説者に宇野と同姓同名の人物（1944年5月5日生まれ。東京教育大学サッカー部選手・コーチ、東海大学サッカー部監督、神奈川県サッカー協会会長、1995年ユニバーシアード福岡大会日本代表監督などを歴任。後にSCDスポーツクラブ総監督）がいる[11]。奇しくも宇野は、高校卒業前にその東海大学への進学を原辰徳から誘われていた。
- 水曜日のダウンタウンの『芸人が今までで"一番面白かった瞬間"は誰が見ても面白い説』にて、サンドウィッチマンの伊達みきおがこの事件を一番面白かった瞬間として紹介した。

### パロディ
- かっとばせ!キヨハラくん - 河合じゅんじの漫画。1988年の日本シリーズ（コミックス5巻）の回でキヨハラが打った球がウノの頭に当たって跳ね返り、そのままホームランになる話があった。この時に投げていた投手はコンドーだった。